# فهرست واکنش‌های آلی
در فهرست زیر تعدادی از واکنش‌های آلی شناخته شده بر اساس حرف اول نام انگلیسی آن فهرست شده‌است:

## ۰–۹
- حلقه‌زایی دو قطبی ۱ و ۳
- بازآرایی ۳٬۲-ویتیگ

## A
- واکنش آخماتوویچ
- آسیلاسیون
- تراکم آسیلوئین
- کربوکسیل‌زدایی آدامز
- واکنش ادکینز–پترسون
- واکنش آمینواسید آکابوری
- اکسید کردن الکل
- واکنش اِن (آلدر-اِن)
- واکنش دیلز–آلدر
- واکنش آلدول
- تراکم آلدول مخلوط
- واکنش آلگار–فلین–اویامادا
- واکنش آمینواسید آکابوری
- تریمریزاسیون آلکین
- واکنش زیپر آلکین
- واکنش الان–رابینسون
- بازآرایی آلیلی
- بازآرایی آمادوری
- آلکیل‌دار آمین
- واکنش آنجلی–ریمینی
- فرایند آندروسوف
- واکنش اپل
- واکنش مایکلز–آربوزوف
- نیتراسیون آروماتیک
- واکنش آرنت ایسترت
- سنتز آورس
- جفت شدن آزو

## B
- سنتز ایندیگو بایر–دروسان
- اکسایش بایر–ویلیگر
- اکسایش بایر–ویلیگر
- بازآرایی بیکر–وینکاتارامان
- واکنش بالز–شیمان
- واکنش بالز-شول
- بازآرایی بامبرگر
- سنتز تری‌آزین بامبرگر
- واکنش بمفورد استیونز
- واکنش باردان-سنگپوتا
- آزمون بارفود
- سنتز ایندول بارتولی
- واکنش بارتون
- واکنش بارتون–کلاگ
- اکسیژن‌زدایی بارتون–مک‌کامبی
- واکنش بارتون–زارد
- واکنش باودیش
- تست بایر
- واکنش بایلیس–هیلمن
- واکنش بشان
- کاهش بشان
- بازآرایی بکمان
- بازآرایی بکمان
- بازآرایی کلایزن
- واکنش بلوسوف-ژابوتینسکی
- واکنش بناری
- معرف بندیک
- واکنش بنکسر
- نوآرایی بنزیلیک اسید
- تراکم بنزوئین
- حلقه‌زایی برگمن
- سنتز آکریدین برنتسن
- واکنش بتی
- واکنش بیگینلی
- واکنش بیگینلی
- واکنش بینگل
- کاهش بیرچ
- سنتز ایندول بیشلر-موهالو
- واکنش بیشلر-نپیرالسکی
- آزمون بیوره
- سنتز کتون بلیز
- واکنش بلیز
- واکنش بلان
- واکنش بلان
- سنتز بودرو-چی‌چی‌بابین
- واکنش فریدل–کرافتس
- واکنش ولفن‌اشتین–بوترز
- سنتز اولفین بورد
- واکنش هونسدیکر
- سنتز آلدهید بووالت
- کاهش بووالت-بلان
- اکسایش بویلند–سیمز
- واکنش اشمیت
- واکنش هیدروبوراسیون-اکسیداسیون
- سنتز کاربازول بوخرر
- واکنش بوخرر
- واکنش بوخرر–برگز
- انبساط حلقه بوخنر
- واکنش بوخنر–کورتیوس–اشلوتربک
- واکنش بوشوالد–هارت‌ویگ

## C
- تراکم کلایزن
- جفت‌شدن کادیو–چادکیویچ
- سنتز کینولین کمپس
- واکنش کانیزارو
- Carbohydrate acetalisation
- کاهش کربونیل
- کربونیلاسیون
- واکنش کاربیل‌آمین
- بازآرایی کارول
- جفت‌شدن کاسترو–استفنز
- اصلاح کاتالیزوری
- Catellani Reaction
- CBS reduction
- واکنش کلتروپی
- سنتز پیریدین چی‌چی‌بابین
- واکنش چی‌چی‌بابین
- Chiral pool synthesis
- حذف چوگایف
- تراکم کلایزن
- بازآرایی کلایزن
- کاهش کلمنسن
- سنتز کینولین کامز
- واکنش ان (آلدر-ان)
- سنتز کنراد–لیمپاخ
- سنتز تیازول کوک–هیلبرون
- واکنش کوپ
- بازآرایی کوپ
- Corey–Bakshi–Shibata reduction
- واکنش کوری–فوکس
- اکسایش کوری–کیم
- سنتز کوری–هوس
- سنتز اولفین کوری–وینتر
- سنتز اولفین کوری–وینتر
- واکنش جفت‌شدن
- Cram's rule of asymmetric induction
- فرایند کریتون
- واکنش کریگه
- بازآرایی کریگه
- واکنش جانشینی دوگانه
- بازآرایی کورتیوس
- بازآرایی کورتیوس، بازآرایی کورتیوس
- واکنش سیانوهیدرین

## D
- اکسایش داکین
- واکنش داکین–وست
- حلقه‌جوشی دنهایزر
- بازآرایی کورتیوس
- واکنش دارزنز، واکنش دارزنز، واکنش دارزنز
- واکنش فریدل–کرافتس
- واکنش آب‌گیری
- هیدروژن‌زدایی
- واکنش دلپین
- بازآرایی دمیانوف
- بازآرایی دمیانوف
- اکسایش دس–مارتین
- Diazoalkane 1,3-dipolar cycloaddition
- دی‌ایزوبوتیل‌آلومینیوم هیدرید
- تراکم دیکمان
- تراکم دیکمان
- واکنش دیلز–آلدر
- واکنش دیلز–ریزه
- واکنش آب‌گیری
- Dimroth rearrangement
- Di-pi-methane rearrangement
- Directed ortho metalation
- تراکم نووناگل
- واکنش دوبنر
- واکنش دوبنر–میلر
- سنتز آلن دورینگ–لافلام
- واکنش ولف–داتز
- Dowd–Beckwith ring expansion reaction
- واکنش داف
- واکنش دیوتروپی

## E
- E1cB elimination reaction
- Edman degradation
- جفت‌شدن کادیو–چادکیویچ
- واکنش اینهورن–برونر
- واکنش اینهورن–برونر
- اکسایش پرسولفات البس
- واکنش البس
- Electrochemical fluorination
- واکنش الکتروسیکلیک
- هالوژن‌دار کردن الکترون‌دوستی
- Electrophilic amination
- واکنش حذفی
- تخریب آمده
- واکنش ان (آلدر-ان)
- Enyne metathesis
- سنتز آزلاکتون و آمینو اسید ارلنمایر–پلوکل،  سنتز آزلاکتون و آمینو اسید ارلنمایر–پلوکل
- سنتز آزلاکتون و آمینو اسید ارلنمایر–پلوکل
- Eschenmoser fragmentation
- Eschweiler–Clarke reaction
- پیرولیز استر
- واکنش اتار
- واکنش آلدول

## F
- واکنش فاورسکی
- بازآرایی فاورسکی
- Favorskii–Babayan synthesis
- Fehling test
- سنتز فیست–بناری
- واکنشگر فنتون
- کربوسیکل‌دار کردن فریه
- بازآرایی فریه
- واکنش فینکلشتاین
- سنتز ایندول فیشر
- سنتز اکسازول فیشر
- واکنش شاتن–بومان
- Fischer phenylhydrazine and oxazone reaction
- Fischer glycosidation
- بازآرایی فیشر–هپ
- Fischer–Speier esterification
- فرایند فیشر–تروپش
- اکسیداسیون فلمینگ–تاما او
- ترکیبات آلی سیلیسیم
- واکنشگر فولین دنیز–سیکالتو
- فرایند فورموکس
- روش فورستر–دکر
- روش فورستر–دکر
- هالوژن‌دار کردن رادیکالی
- واکنش فریدل–کرافتس
- واکنش فریدل–کرافتس
- سنتز فریدلندر
- بازآرایی فریس
- بازآرایی فریچ–بوتنبرگ–ویشل
- واکنش فوجیموتو–بلو
- جفت‌شدن فوکویاما
- Fukuyama indole synthesis
- کاهش فوکویاما

## G
- سنتز گابریل
- بازآرایی گابریل–کولمان
- Gallagher–Hollander degradation
- سنتز ایندول گاسمن
- واکنش گاترمان
- واکنش گاترمان
- واکنش گاترمان
- Geminal halide hydrolysis
- واکنش گوالد
- فتالیک انیدرید
- واکنشگر گیلمان
- جفت‌شدن گلیسر
- Glycol cleavage
- واکنش گومبرگ–باخمان
- واکنش گومبرگ–باخمان
- رادیکال تری‌فنیل‌متیل
- Gould–Jacobs reaction
- واکنشگر گرینیارد
- واکنشگر گرینیارد
- Grob fragmentation
- Groove synthesis
- کاتالیزور گروبز in Olefin metathesis
- سنتز آلدهید گروندمان
- Guerbet reaction

## H
- Haber–Weiss reaction
- واکنش هالوفرم
- واکنش افزایش هالوژن
- Hammond principle or Hammond postulate
- سنتز پیرول هانش
- سنتز پیریدین هانش،  سنتز پیریدین هانش
- سنتز پیریدین هانش، پیریدین، ۲-پیریدون، سنتز پیریدین هانش
- سنتز پیریدین هانش
- ازون‌کافت
- واکنش فریدل–کرافتس
- واکنش فریدل–کرافتس
- جفت‌شدن کادیو–چادکیویچ
- بازآرایی هایاشی
- واکنش هک
- Helferich method
- هالوژن‌دار کردن هل–ولهارد–زلینسکی
- سنتز ایندول همتسبرگر
- واکنش نیتروآلدول
- [[[[Herz compounds
- حذف هافمن
- واکنش آب‌پوشی
- Hydroamination
- هیدرودسولفوریزاسیون
- هیدروژن‌کافت
- Hydrosilylation
- سنتز اکسیندول هینسبرگ
- سنتز اکسیندول هینسبرگ
- Hinsberg reaction
- Hinsberg separation
- Hinsberg sulfone synthesis
- فرایند کومن
- بازآرایی هافمن
- حذف هافمن
- واکنش کاربیل‌آمین
- حذف هافمن
- بازآرایی هافمن
- Hofmann–Löffler reaction, Löffler–Freytag reaction, Hofmann–Löffler–Freytag reaction
- بازآرایی هافمن-مارتیوس
- حذف هافمن
- نوآرایی بنزیلیک اسید
- واکنش هوکر
- واکنش هورنر–وادزورث–امونز
- واکنش هوبن–هش
- واکنش ساکورای
- Hudlicky fluorination
- واکنش هونسدیکر
- Hydroboration
- کراکینگ
- هیدروهالوژن‌دار کردن

## I
- Indium mediated allylation
- سنتز گابریل
- الگوی استخلافی آرن
- واکنش ایوانف، واکنش ایوانف

## J
- Jacobsen epoxidation
- بازآرایی جاکوبسن
- Janovsky reaction
- واکنش یاپ–کلینگمان
- Japp–Maitland condensation
- بازآرایی کلایزن
- اکسیداسیون جونز
- تراکم اولمان
- اولفینی‌شدن جولیا
- اولفینی‌شدن جولیا

## K
- Kabachnik–Fields reaction
- Kharasch–Sosnovsky reaction
- هالوژن‌دار کردن کتون
- Kiliani–Fischer synthesis
- بازآرایی ویلگرود
- Kishner cyclopropane synthesis
- تراکم نووناگل
- سنتز کینولین کنور
- واکنش کچی
- واکنش کونیگز–نور
- الکترولیز کلبه
- واکنش اشمیت-کلبه
- König method
- اکسایش کورنبلوم
- بازآرایی کورنبلوم–دلامار
- آسیل‌دار کردن کوستانکی
- Kowalski ester homologation
- Krapcho decarboxylation
- واکنش ساملت
- Kulinkovich reaction
- جفت‌شدن کومادا

## L
- سنتز ایندول لاروک
- Lehmstedt–Tanasescu reaction
- سنتز ایندول لایمگروبر–بچو
- سنتز نیتریل لتس
- واکنش لوکارت
- واکنش تیوفنول لوکارت
- واکنش لوکارت
- تتراپروپیل‌آمونیوم پروتنات
- واکنش هالوفرم، واکنش هالوفرم
- جفت‌شدن لیبسکایند–اسروگل
- Lindlar catalyst
- Lobry–de Bruyn–van Ekenstein transformation
- Lossen rearrangement
- کاهش لوچه

## M
- واکنش مایارد
- Madelung synthesis
- Malaprade reaction
- سنتز مالونیک استر
- واکنش مانیخ
- اکسیژن‌زدایی مارکو–لام
- قانون مارکونیکوف
- سنتز دی‌اکسیندول مارتینت
- واکنش مک‌فایدن–استیونز
- واکنش مک‌موری
- آریل‌دار کردن میروین
- کاهش میروین–پوندورف–ورلی
- Meissenheimer complex
- واکنش منشوتکین
- Metal-ion-catalyzed σ-bond rearrangement
- مسیلات
- سنتز انانتیو گزین
- متیل‌دار کردن
- Meyer and Hartmann reaction
- بازآرایی میر–شوستر
- واکنش مایکل
- واکنش مایکلز–آربوزوف
- آمین‌دار کردن کاهشی
- هیدروکسیل‌دار کردن میلاس of olefins
- Minisci reaction
- واکنش میتسونوبو
- تست مولیش
- افزایش آلدول موکایاما
- واکنش آلدول
- کمکی کایرال

## N
- Nametkin rearrangement
- Nazarov cyclization reaction
- بازآرایی نبر
- واکنش نف
- جفت‌شدن نگیشی
- Negishi zipper reaction
- سنتز ایندول ننیچسکو
- واکنش فریدل–کرافتس
- Nicholas reaction
- سنتز کینازولین نیمنتوفسکی
- سنتز کینولین نیمنتوفسکی
- واکنش نیرن‌اشتاین
- NIH shift
- واکنش نیتروآلدول
- Nitrone-olefin 3+2 cycloaddition
- هیدروژنه‌کردن نامتقارن نویوری
- واکنش نوزاکی–هیاما–کیشی
- جانشینی هسته دوستی آسیل

## O
- Ohira–Bestmann reaction
- Olefin metathesis
- اکسایش اوپناور
- Oxidative decarboxylation
- Oxo synthesis
- Oxy-Cope rearrangement
- واکنش اکسی‌جیوه‌دار کردن
- اکسیداسیون الکل نوع دوم به کتون
- ازون‌کافت

## P
- سنتز پال–کنور
- Paneth technique
- واکنش پلاسرینی
- واکنش پاترنو–بوچی
- واکنش پاوسون–خاند
- Payne rearrangement
- تراکم پچمان
- واکنش پلیتزاری
- تولید پپتید
- سنتز مالونیک استر
- واکنش پرکین
- واکنش پرکاو
- واکنش پتاسیس
- واکنشگر ناب پتاسیس
- واکنش پیترسون
- Petrenko-Kritschenko piperidone synthesis
- آزولن
- واکنش فیتزینگر
- اکسایش فیتزنر–موفات
- Piancatelli rearrangement
- واکنش پیکتت–اسپنگلر
- واکنش جفت‌شدن پیناکول
- بازآرایی پیناکول
- واکنش پینر
- سنتز تری‌آزین پینر
- سولفون‌دار کردن آروماتیک
- کرنش (شیمی)
- ایزوکوئینولین
- Prato reaction
- Prelog strain
- واکنش پروو
- واکنش پرینس
- Prinzbach synthesis
- گروه محافظت‌کننده
- واکنش گومبرگ–باخمان
- بازآرایی پومرر
- متیل‌دار کردن

## Q
- Quelet reaction

## R
- Ramberg–Bäcklund reaction
- نیکل رینی
- سالیسیل‌آلدهید
- فرایند راشیگ–هوکر
- Rauhut–Currier reaction
- آمین‌دار کردن کاهشی
- Reductive dehalogenation of halo ketones
- Reed reaction
- واکنش رفرماتسکی
- بازآرایی هافمن-مارتیوس
- واکنش رایمر-تیمان
- سنتز ایندول رایسرت
- واکنش رایسرت
- کربونیلاسیون
- Retropinacol rearrangement
- Rieche formylation
- Riemschneider thiocarbamate synthesis
- Riley oxidations
- Rothemund synthesis
- Ring closing metathesis
- واکنش ریتر
- حلقه‌جوشی رابینسون
- سنتز رابینسون–گابریل
- واکنش رزنموند
- واکنش رزنموند–فون براون
- بازآرایی میر–شوستر
- Rubottom oxidation
- Ruff–Fenton degradation
- سنتز حلقه بزرگ روژیکچا

## S
- واکنش ساکورای
- ایزاتین
- ایزاتین
- واکنش سندمیر
- ۱-فلوئورو-۴٬۲-دی‌نیتروبنزن
- صابون‌سازی
- اکسایش سارت
- قاعده زایتسف، قاعده زایتسف
- واکنش بالز–شیمان
- Schiff test
- Schlenk equilibrium
- واکنش ویتیگ
- واکنش اشمیت
- واکنش شول
- Schorigin Shorygin reaction, Shorygin reaction, Wanklyn reaction
- واکنش شاتن–بومان
- Seliwanoff's test
- بازآرایی بکمان
- Seyferth–Gilbert homologation
- واکنش شاپیرو
- Sharpless asymmetric dihydroxylation
- اپوکسی‌شدن شارپلس
- Sharpless oxyamination or aminohydroxylation
- واکنش ان (آلدر-ان)
- واکنش سیگماتروپی
- Simmons–Smith reaction
- واکنش هونسدیکر
- تراکم پچمان
- Simons process
- واکنش اسکراپ
- Smiles rearrangement
- جانشینی هسته‌دوست آروماتیک nucleophilic aromatic substitution
- واکنش SN1
- واکنش SN2
- SNi
- Solvolysis
- واکنش ساملت
- Sonn–Müller method
- جفت‌شدن سونوگاشیرا
- Sørensen formol titration
- واکنش اشتودینگر
- Stephen aldehyde synthesis
- Stetter reaction
- بازآرایی استیونز
- بازآرایی اشتیگلیتس
- واکنش استیل
- تراکم کلایزن
- سنتز استوله
- واکنش انامین استورک
- سنتز آمینو اسید اشترکر
- تخریب اشترکر
- Strecker synthesis
- واکنش سوزوکی
- Swain equation
- آنتیموان تری‌فلوئورید
- اکسایش سوورن

## T
- اکسیداسیون فلمینگ–تاما او
- الکتروسنتز
- Takai olefination
- Thiol-yne reaction
- واکنش تورپ
- Tiffeneau ring enlargement reaction
- Tiffeneau–Demjanov rearrangement
- Tischtschenko reaction
- Tishchenko reaction, Tishchenko–Claisen reaction
- Transfer hydrogenation
- Trapp mixture
- Transesterification
- Truce–Smiles rearrangement
- جانشینی الکترون‌دوستی آروماتیکی
- سنتز پیریدین چی‌چی‌بابین
- حذف چوگایف
- آبکافت
- سولفون‌دار کردن آروماتیک

## U
- واکنش یوگی
- واکنش اولمان
- Upjohn dihydroxylation
- واکنش سیانوهیدرین
- سنتز هیدانتوئین یورچ

## V
- Van Slyke determination
- Varrentrapp reaction
- Vilsmeier reaction
- Vilsmeier–Haack reaction
- Volhard–Erdmann cyclization
- تخریب آمید فون براون
- واکنش فون براون
- سینولین
- واکنش فون ریشتر

## W
- فرایند واکر
- Wagner-Jauregg reaction
- Wagner–Meerwein rearrangement
- وارونگی والدن
- بازآرایی والاخ
- Weerman degradation
- سنتز کتون واینرب
- سنتز ونکر
- Wessely–Moser rearrangement
- بازآرایی وستفالن–لتره
- واکنش وایتینگ
- Wichterle reaction
- Widman–Stoermer synthesis
- کاتالیست ویلکینسون
- بازآرایی ویلگرود
- بازآرایی ویلگرود
- سنتز اتر ویلیامسون
- Winstein reaction
- واکنش ویتیگ
- Wittig rearrangement
- واکنش هورنر–وادزورث–امونز
- Wohl degradation
- واکنش وول–آئو
- سنتز وهلر
- برم‌دارکردن وول–زیگلر
- واکنش ولفن‌اشتین–بوترز
- بازآرایی ولف
- کاهش ولف–کیشنر
- هیدروکسیل‌دار کردن سیس
- واکنش ولف–داتز
- واکنش ورتز
- واکنش وورتز–فیتیگ

## Y
- استری کردن یاماگوچی

## Z
- واکنش تورپ
- واکنش نیتراسیون زینک
- واکنش زینکه
- واکنش زینک-سول
- واکنش زینین